# Фейертаг, Эдвин Давыдович
Эдвин Давыдович (Давидович) Фейерта́г (27 мая 1897 — 23 декабря 1941) — советский актёр и режиссёр, педагог, театральный деятель. Один из основателей Чувашского государственного ТЮЗа (ныне Чувашский государственный театр юного зрителя имени М. Сеспеля в Чебоксарах).

## Биография
Родился 27 мая 1897 года в Новгороде. Отец — врач Гренадерского сапёрного батальона Давид Самуилович Фейертаг (1838—1912), из еврейской купеческой семьи из Митавы Курляндской губернии, коллежский советник; мать — Шарлотта Соколовская. Врачом был и брат отца — Исаак (Исидор) Самуилович Фейертаг (1843—1912), основатель Еврейской общинной больницы в Бобруйске. 
В 1916 году Эдвин Фейертаг окончил реальное училище в Новгороде и стал студентом экономического отделения Петроградского политехнического института (ЦГИА СПб, ф. 478, оп. 3 д. 6945). С ноября 1916 участвовал в Первой Мировой войне — в течение года служил в Российской армии стрелком в чине рядового. Свою творческую жизнь начал актером Новгородского драматического театра в антрепризе Извольского с июня 1916 (с перерывами до ноябрь 1921).
В 1916—1921 годах служил в Новгородском драматическом театре антрепризы Извольского. В 1923 году окончил в Ленинграде студию Передвижного театра под руководством П. П. Гайдебурова. Актёр и сорежиссёр Ленинградского Передвижного театра под руководством П. П. Гайдебурова (1923—1928).
В 1926—1928 годах — педагог актёрского мастерства в студии Передвижного театра и Ленинградского техникума сценических искусств, в 1926—1928 годах — Детской художественной студии Московского района Ленинграда, 1-й художественной студии Ленинграда (1928—1929), руководитель агитационных бригад Союза печатников типографии «Ленинградская правда», фабрики «Светоч» и профессиональной театральной культбригады Союза медиков (1930—1932).
В 1932—1934 годах — художественный руководитель Чувашского ТЮЗа. Педагог Чувашского музыкально-театрального техникума.
В 1934—1941 годах — главный режиссёр Петрозаводского TPAMа, Куйбышевского, Фрунзенского и Новосибирского ТЮЗов, совхозно-колхозных театров Белозёрска (Вологодской области) и Нижнего Ломова (Куйбышевской области). В качестве режиссёра осуществил постановки для детей в Ленинградском областном ТЮЗе и русской труппе Чувашского драматического театра («4000000» А. Я. Бруштейн и Б. В. Зона, 1933).
Умер в блокадном Ленинграде. Похоронен на Волковском лютеранском кладбище.

## Семья
Жена — Маргарита Николаевна Фигнер (1906—1983), режиссёр, театровед, педагог, публицист, дочь оперных певцов Н. Н. Фигнера и Р. Е. Радиной. 
Племянник — Владимир Борисович Фейертаг, музыковед.
Двоюродные братья — Макс Левинович Шенфельд, психиатр, и Даниил Исаакович Фейертаг (1886—1967), хирург, доктор медицины, заслуженный врач РСФСР.

## Избранные постановки
- «Молодой пласт» Л. Бочина (1933),
- «Сын Скэба» Л. Веприцкой (1934),
- «Клад» Е. Шварца,
- «6 миллионов авторов» А. Я. Бруштейна и Б. В. Зона,
- «Слуга двух господ» К. Гольдони (1935, 1939),
- «Пленник эмира» Л. Макарьева (1935),
- «Ревизор» Гоголя (1936)
- «Серёжа Стрельцов» В. Любимовой (1936),
- «Скупой» (1939),
- «Снегурочка» (1940);
- «Ромео и Джульетта» Шекспира (1941).
- «Эпир çирĕп сывлăхшăн» (Мы за крепкое здоровье) М. Н. Фигнер и Э. Д. Фейертаг,
- «Хĕвел кулать» (Солнце смеётся)  Л. Пушкая (Л. И. Апехтина)[чуваш.],
- «Ултав» (Обман) Л. Я. Агакова и др.

## Избранные роли
- Крутицкий («Не было ни гроша, да вдруг алтын» А. Островского),
- Филька («Бабы» А. Неверова),
- Полоний («Гамлет» Шекспира),
- Яков («Плоды просвещения» Л. Толстого),
- Епиходов («Вишнёвый сад» Чехова);
- Комиссар («Елена Толпина» Д. Щеглова).